# Peire Bremon Ricas Novas
|  | No s'ha de confondre amb Peire Bremon lo Tort. |

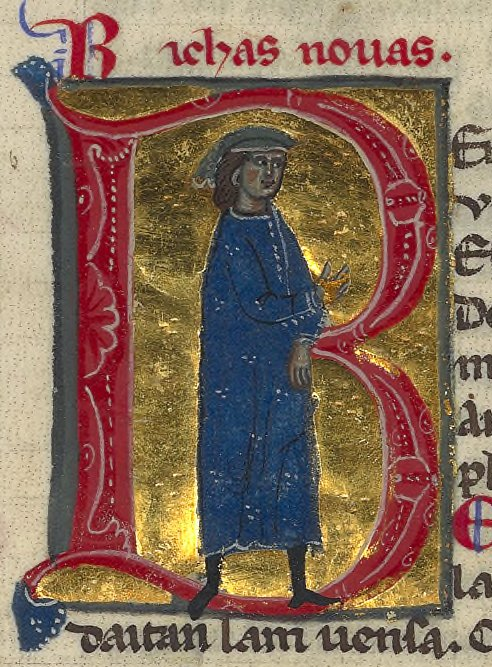
BnF ms. 12473 fol. 95v; cançoner K

Peire Bremon Ricas Novas (fl....1230-1241...) fou un trobador occità. Se'n conserven vint composicions.

## Vida i obra
No es tenen gaires notícies d'aquest trobador i no se'n conserva cap vida. Ell mateix en un poema parla de "nosaltres els provençals" (330,14), cosa que fa pensar que era de Provença. Pel tipus de sobrenom que porta, Ricas Novas ("riques notícies", que es pot entendre en el sentit de "bones, interessants"), podria haver estat un joglar. Aquest trobador era a la cort de Ramon Berenguer IV de Provença des de 1230, on tingué relació literària amb Gui de Cavalhon, amb qui intercanvia unes coblas (192,1 i 330,20), amb Bertran d'Alamanon i amb Sordel. D'aquest darrer n'imità un planh per la mort de Blacatz (330,14), planh poc convencional on suggereix de partir el seu cos en quatre parts que es repartiran els diversos pobles que el planyen i el guardaran com a relíquia. A partir de 1237 se'l troba a la cort de Barral dels Baus i de Ramon VII de Tolosa. Cap a 1240 o 1241 intercanvià una sèrie de sirventesos bastant violents amb el seu antic amic Sordel amb qui hauria tingut alguna desavinença per causes que no coneixem.

### Edicions
- Jean Boutière, Les poésies du troubadour Peire Bremon Ricas Novas, Toulouse et Paris, 1930 (Bibliothèque Méridionale, 21). Reprint Nova York 1971.
- Paolo Di Luca, Il trovatore Peire Bremon Ricas Novas, Modena 2008,

### Repertoris
- Alfred Pillet / Henry Carstens, Bibliographie der Troubadours von Dr. Alfred Pillet […] ergänzt, weitergeführt und herausgegeben von Dr. Henry Carstens. Halle : Niemeyer, 1933 [Peire Bremon Ricas Novas és el número PC 330]
- Martí de Riquer, Vidas y retratos de trovadores. Textos y miniaturas del siglo XIII, Barcelona, Círculo de Lectores, 1995 p. 324-325 [Reproducció de les miniatures dels cançoners A, I i K; no se'n conserva cap vida]